# Armata faraonului
Armata faraonului (titlu original: Pharaoh's Army) este un film american din 1995 regizat, scris și produs de Robby Henson. În rolurile principale joacă actorii Chris Cooper, Patricia Clarkson și Kris Kristofferson.

## Prezentare
Filmul are loc în Kentucky în timpul Războiului Civil American și se concentrează pe o întâlnire incomodă între un mic escadron de soldați ai Armatei Uniunii care și-au stabilit reședința la ferma unei femei al cărei soț  luptă de partea armatei Statelor Confederate.

## Distribuție
- Kris Kristofferson ca Preot
- Patricia Clarkson ca Sarah Anders
- Chris Cooper este  Căpitanul John Hull Abston
- Richard Tyson ca Rodie
- Robert Joy ca Chicago
- Huckleberry Fox ca Newt